# الدائرة الانتخابية 19 سطيف
الدائرة الانتخابية 19 سطيف هي واحدة من بين 48 دائرة انتخابية جزائرية إلى جانب الدوائر الانتخابية للجزائريين في الخارج،  تغطي هذه الدائرة كل مساحة ولاية سطيف.

## نتائج الانتخابات الرئاسية
| الانتخابات الرئاسية | 2019 | 2014 | 2009    | 2004 | 1999 |
| نسبة المشاركة %     |      |      | 80,58 % |      |      |
| عدد مكاتب التصويت   |      |      | 1,928   |      |      |
| عدد المسجلين        |      |      | 833,689 |      |      |
| عدد المصوتين        |      |      | 671,803 |      |      |
| الأصوات المعبر عنها |      |      | 602,089 |      |      |
| الأصوات الملغاة     |      |      | 69,714  |      |      |

### نتائج الانتخابات الرئاسية موزعة حسب المترشحين
| النتائج     | عبد العزيز بوتفليقة | علي بن فليس | عبد العزيز بلعيد | لويزة حنون | علي فوزي رباعين | موسى تواتي |
| ----------- | ------------------- | ----------- | ---------------- | ---------- | --------------- | ---------- |
| عدد الأصوات |                     |             |                  |            |                 |            |
| النسبة %    |                     |             |                  |            |                 |            |

| النتائج     | عبد العزيز بوتفليقة | لويزة حنون | موسى تواتي | محمد جهيد يونسي | بلعيد محند أوسعيد | علي فوزي رباعين |
| ----------- | ------------------- | ---------- | ---------- | --------------- | ----------------- | --------------- |
| عدد الأصوات | 531,460             | 32,167     | 11,915     | 11,519          | 7,758             | 7,270           |
| النسبة %    | 88,27               | 5,34       | 1,98       | 1,91            | 1,29              | 1,21            |

## الممثلين

### نواب سطيف في المجلس الشعبي الوطني

#### نواب سطيف 2017
| الصورة | الاسم            | الانتماء السياسي                       |
| ------ | ---------------- | -------------------------------------- |
|        | أرغيب فرحات      | حزب جبهة التحرير الوطني                |
|        | بادي أحمد        | الإتحاد من أجل النهضة والعدالة والبناء |
|        | بلعياط حسناوي    | الحركة الشعبية الجزائرية               |
|        | بن شوش حياة      | التحالف الوطني الجمهوري                |
|        | بوحرود لخضر      | تحالف حركة مجتمع السلم                 |
|        | بورغدة وافية     | تجمع أمل الجزائر                       |
|        | بوشارب معاذ      | حزب جبهة التحرير الوطني                |
|        | بويلفان عمر      | التجمع الوطني الديمقراطي               |
|        | حويفي كريمة خولة | حزب جبهة التحرير الوطني                |
|        | دخيلي صالح الدين | التجمع الوطني الديمقراطي               |
|        | ذيب محمد         | حزب جبهة التحرير الوطني                |
|        | ساحلي بلقاسم     | التحالف الوطني الجمهوري                |
|        | شرايطية أيوب     | تجمع أمل الجزائر                       |
|        | صحراوي حورية     | التجمع الوطني الديمقراطي               |
|        | عالم فضيلة       | الحركة الشعبية الجزائرية               |
|        | غمرة فريدة       | تحالف حركة مجتمع السلم                 |
|        | غول حسان         | حزب جبهة التحرير الوطني                |
|        | فرارمة شفيقة     | الإتحاد من أجل النهضة والعدالة والبناء |
|        | مرواني هندية     | حزب جبهة التحرير الوطني                |

#### نواب سطيف 2007
| الصورة | الاسم | الانتماء السياسي |
| ------ | ----- | ---------------- |
|        |       |                  |
|        |       |                  |
|        |       |                  |

#### نواب سطيف 2002
| الصورة | الاسم            | الانتماء السياسي         |
| ------ | ---------------- | ------------------------ |
|        | بن خلوف كمال     | حركة مجتمع السلم         |
|        | بوقطوشة سعدية    | التجمع الوطني الديمقراطي |
|        | جودي جلول        | حزب العمال               |
|        | حكيمي كمال       | التجمع الوطني الديمقراطي |
|        | ذويبي محمد       | حركة النهضة              |
|        | زغبي محمد فاروق  | التجمع الوطني الديمقراطي |
|        | صالحي أحمد       | حركة النهضة              |
|        | صماري عبد القادر | حركة مجتمع السلم         |
|        | عقون نذير        | التجمع الوطني الديمقراطي |
|        | علوني سليم       | جبهة التحرير الوطني      |
|        | قريمس عبد السلام | حركة مجتمع السلم         |
|        | قنيفي عائشة      | التجمع الوطني الديمقراطي |
|        | قيدوم حسين       | جبهة التحرير الوطني      |
|        | كشاط بلقاسم      | التجمع الوطني الديمقراطي |
|        | مالكي فريد       | جبهة التحرير الوطني      |
|        | نواصري عيسى      | التجمع الوطني الديمقراطي |
|        |                  |                          |

#### نواب سطيف 1997
| الصورة | الاسم | الانتماء السياسي |
| ------ | ----- | ---------------- |
|        |       |                  |
|        |       |                  |
|        |       |                  |
|        |       |                  |

### نواب مجلس الأمة
| الصورة | الاسم           | الانتماء السياسي    |
| ------ | --------------- | ------------------- |
|        | قرواني فاتح     | جبهة التحرير الوطني |
|        | طقيش عبد المجيد | جبهة التحرير الوطني |

## روابط خارجية
- السلطة الوطنية المستقلة للانتخابات
- وزارة الداخلية والجماعات المحلية والتهيئة العمرانية